# Metlapa
Metlapa es una localidad del estado mexicano de Guerrero. Es parte del municipio de Iguala de la Independencia.

## Toponimia
El nombre «Metlapa» proviene de los términos en náhuatl: metlatl, metate; apan, río. Su significado es «río de los metates».

## Demografía
| Gráfica de evolución demográfica |
|                                  |

| Censo | Población |
| ----- | --------- |
| 1900  | 313       |
| 1910  | 285       |
| 1921  | 332       |
| 1930  | 436       |
| 1940  | 482       |
| 1950  | 540       |
| 1960  | 700       |
| 1970  | 849       |
| 1980  | 964       |
| 1990  | 1 529     |
| 2000  | 1 449     |
| 2010  | 1 578     |
| 2020  | 1 606     |